# اوسركون الرابع
اوسركون الرابع (بالإنجليزية: Osorkon IV)‏ ، هو الفرعون المصري الأسرة المصرية الثانية والعشرون. في أواخر المرحلة الانتقالية الثالثة، حكم جزء من منطقة الدلتا بالتزامن مع تف ناختي في سايس وإيوبوت الثاني في ليونتوبوليس. (730 – 715 ق.م).

## الصعود للعرش
صعد أوسركون الرابع على عرش تانيس في 730 قبل الميلاد. بعد نهاية عهد سلفه شيشنق الخامس الطويلة. والذي ربما كان والده.

## فترة حكمه

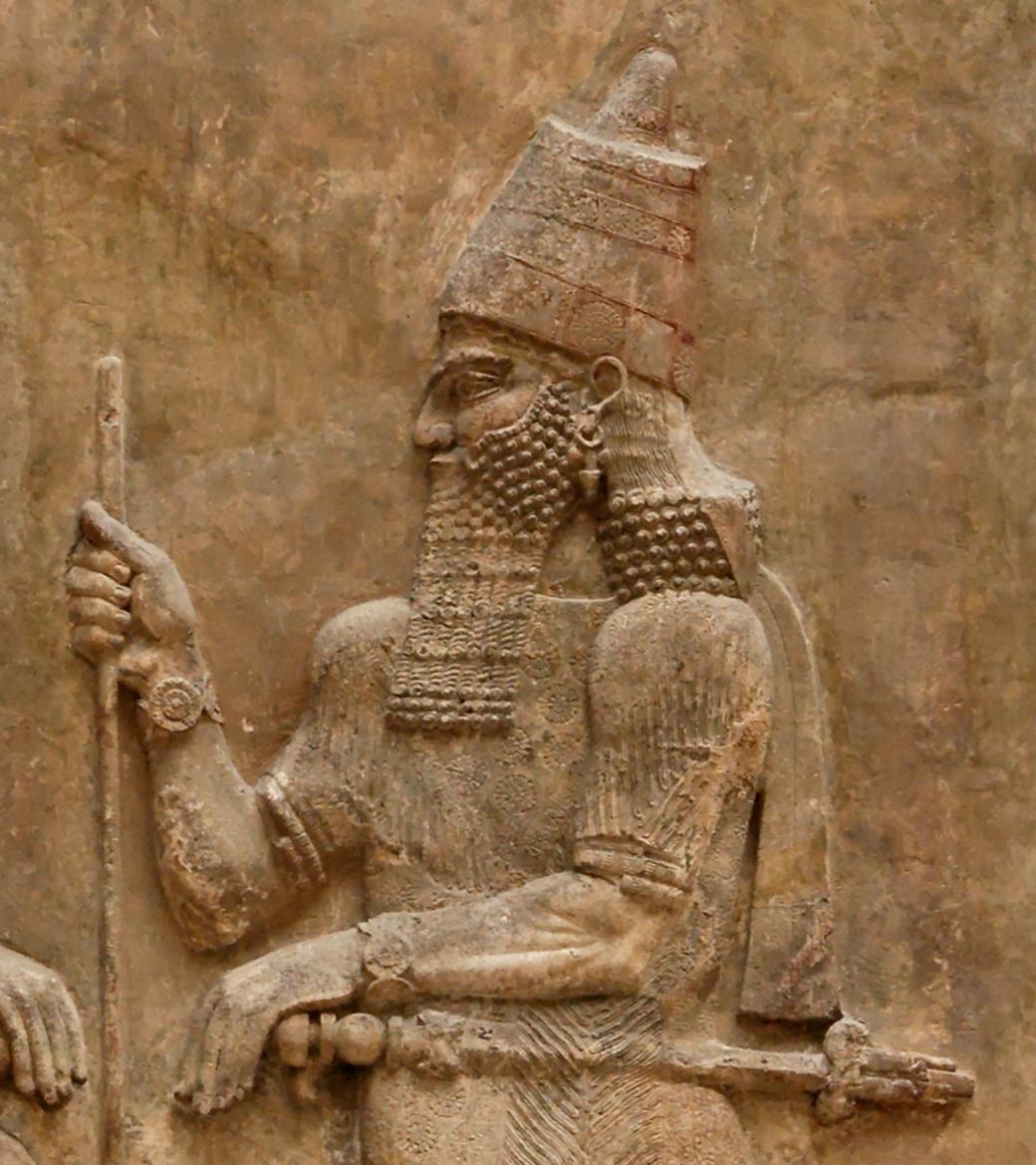
سرجون الثاني، الخصم الآشوري لاوسركون

حكم اوسركون الرابع جزء من منطقة الدلتا بالتزامن مع تف ناختي في سايس وإيوبوت الثاني في ليونتوبوليس. وكان فترة حكمة واحدة من أكثر الفترات فوضى وكانت مصر القديمة مجزأة سياسياً. وكانت الفوضى تنتشر في دلتا النيل مع ممالك وإمارات ليبية صغيرة وسيادات المشواش. حكم اقصى شرق اجزاء هذه الممالك، وبالتالي انخرط في الكثير من الإضطرابات السياسية والعسكرية التي سرعان ما اصابة منطقة الشرق الأدني، خلال فترة حكمه، فقد كان عليه ان يواجه قوة الكوشيين  بقيادة الملك بيا خلال غزو بيا لمصر. وكان على اوسركون الرابع ايضًا أن يتعامل مع تهديد الإمبراطورية الآشورية الحديثة التي تهدده بلاده من الحدود الشرقية.